# 1463 en littérature
| Années de la littérature : 1460 - 1461 - 1462 - 1463 - 1464 - 1465 - 1466    |
| Décennies de la littérature : 1430 - 1440 - 1450 - 1460 - 1470 - 1480 - 1490 |

Cet article présente les faits marquants de l'année 1463 en littérature.

## Évènements
- 5 janvier : le Parlement de Paris casse le jugement rendu en première instance qui condamnait François Villon à mort, et le bannit pour dix ans. Le poète quitte Paris, probablement le 8 janvier ; on perd ensuite toute trace de lui[1].

- Jean Castel reçoit de Louis XI la charge d'historiographe officiel du roi[2].

## Parutions

### Ouvrages didactiques
- De ludo globi (Le Jeu de la boule), essai sous forme de dialogues philosophique du cardinal Nicolas de Cues[3].
- Publication du Compendium, résumé de sa philosophie par Nicolas de Cuse (1463-1464)[3].

### Poésie
- Janvier :  Ballade de l'Appel, Louenge et requeste à la court, Question au clerc du guichet, derniers poèmes connus de François Villon[1].
- Douze dames de rhétorique de Georges Chastelain et Jean Robertet[4].
- A Prisoner's Reflections de George Ashby (en), écrit alors qu'il est emprisonné à la prison de la Fleet à Londres[5].
- 1463-1464 : Sasamegoto, traité de poétique de Shinkei, prêtre et poète bouddhiste japonais[6].

- Janus Pannonius, par son poème De captivitate Dragulae wajwodae Transalpini crée la légende de Dracula (Vlad Tepes)[7].

## Naissances
- 24 février : Jean Pic de la Mirandole (Giovanni Pico della Mirandola), humaniste, philosophe et polymathe italien, mort le 17 novembre 1494.
- Vers 1463 : John Skelton, poète anglais, mort le 21 juin 1529.

## Décès
- 4 juin : Flavio Biondo, historien, archéologue et humaniste italien, né en 1392 ou 1388.